# 马雷吉诺农村居民点
马雷吉诺农村居民点（俄语：Малыгинское сельское поселение）是俄罗斯联邦弗拉基米尔州科夫罗夫区所属的一个农村居民点。其下辖有37个居民点，行政中心为鲁切伊。据2016年统计，该农村居民点的人口为9773人。